# Моммзен, Ханс
Ханс Моммзен (нем. Hans Mommsen; 5 ноября 1930, Марбург, Германия — 5 ноября, 2015, Тутцинг, Германия) — немецкий историк, специалист по истории Веймарской республики, нацистской Германии и Холокоста.

## Семья
Прадедом Ханса Моммзена был античный историк и первый немецкий лауреат Нобелевской премии по литературе (1902; за классический труд «Римская история») Теодор Моммзен. Его дед — директор банка и либеральный политик Карл Моммзен, а его отец Вильгельм Моммзен, профессор истории в Университете Марбурга.
Его мать происходила из семьи бременских банкиров. Его брат-близнец Вольфганг Й. Моммзен (1930—2004) и его старший брат Карл Моммзен-Штрауб (умер в 1976 году) также были историками.

## Образование
Получил Моммзен образование в Тюбингенском университете и в Марбургском университете.

## Книги
| год  | книги                                                                              |
| ---- | ---------------------------------------------------------------------------------- |
| 1991 | From Weimar to Auschwitz                                                           |
| 1996 | The Rise and Fall of Weimar Democracy                                              |
| 2000 | Alternatives to Hitler                                                             |
| 2008 | Germans Against Hitler: The Stauffenberg Plot and Resistance Under the Third Reich |

Перевод на русский язык:
- Нацистский режим и уничтожение евреев в Европе = Das NS-Regime und die Auslöschung des Judentums in Europa. — АИРО-ХХI, 2018. — 240 с. — ISBN 978-5-91022-404-3.

## Признание
В 2010 году газета DIE ZEIT признала Моммзена по случаю его 80-летия «одним из величайших специалистов в своей области».